# William à Court
William à Court, también A'Court, I barón de Heytesbury GCB (The Close, Salisbury, 11 de julio de 1779-31 de mayo de 1860) fue diplomático y político conservador británico.

## Biografía
Heytesbury era el hijo mayor de sir William à Court, señor de Heytesbury, y de su esposa Laetitia, hija de Henry Wyndham. Fue educado en Eton College y pronto entró en el Servicio Diplomático británico.

## Carrera diplomática
En 1812, Heytesbury fue elegido miembro de la Cámara de los Comunes por Dorchester, escaño que ocupó hasta 1814. Fue Enviado Extraordinario a Berbería de 1813 a 1814, al Reino de Nápoles en 1814 y a España de 1822 a 1824 y sirvió como embajador en Portugal entre 1824 y 1828.

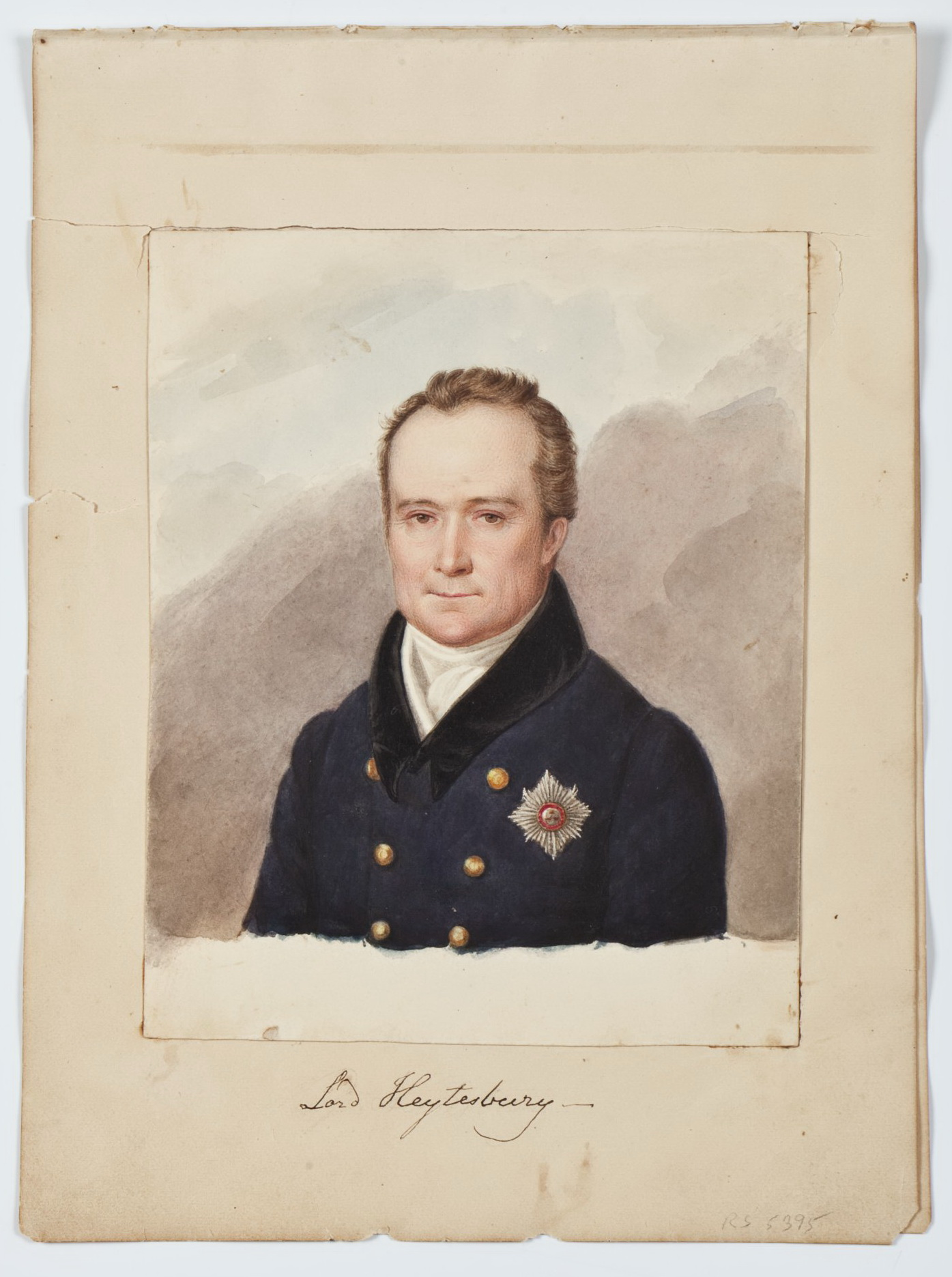
Hacia 1820 en Rusia

El último año, Heytesbury fue nombrado Embajador en Rusia, donde tuvo que lidiar con el Guerra Ruso-Turca de 1828 a 1829 y las tensiones creadas por la Imperio Rusotras la ocupación de los Principados del Danubio. Permaneció en Rusia hasta 1832. En 1835 Robert Peel lo nominó para el cargo de Gobernador General de la India, pero el gobierno Tory cayó pronto y nunca asumió el cargo. Sin embargo, más tarde sirvió bajo Peel como Lord Teniente de Irlanda de 1844 a 1846, y presidió el inicio de la Gran Hambruna (Irlanda). Heytesbury sucedió a su padre como segundo Baronet en 1817 y accedió ese año al Consejo Privado del Reino Unido y en 1819 en la Orden del Baño (GCB). En 1828 fue nombrado I Barón de Heytesbury, una localidad del condado de Wiltshire. 

## Familia
Lord Heytesbury se casó con Maria Rebecca, hija de William Henry Bouverie, en 1808. Tuvieron cuatro hijos y dos hijas. Murió en mayo de 1860, a los 80 años, y fue sucedido en sus títulos por su hijo mayor, William.